# 박하경 여행기
《박하경 여행기》는 대한민국의 OTT 서비스인 Wavve 오리지널 드라마이다.

## 기획 의도
사라져 버리고 싶을 때 토요일 딱 하루의 여행을 떠나는, 국어 선생님 박하경의 예상치 못한 순간과 기적 같은 만남을 그린 명랑 유랑기

## 등급
- 전체 시청가로 분류되었다.

## 스트리밍 일정
| 스트리밍 | 기간                              | 업로드 본방송 시간    | 비고  |
| -------- | --------------------------------- | --------------------- | ----- |
| Wavve    | 2023년 5월 24일 ~ 2023년 5월 31일 | 매주 수요일 오전 11시 | 8부작 |

## 출연진
- 이나영 : 박하경 역 (아역 : 박세완)

## 그 밖 인물
- 한예리 : 김연주 역
- 서현우 : 소설가 역
- 구교환 : 이창진 역
- 길해연 : 구영숙 역
- 심은경 : 이진솔 역
- 조현철 : 미술 선생님 역
- 박인환 : 할아버지 역
- 김민채 : 율이 역

## 에피소드 목록
| 화차 | 공개일   | 서브 타이틀                 | 지역 방문지 | 지역 방문지            | 특별 출연                        | 비고  |
| ---- | -------- | --------------------------- | ----------- | ---------------------- | -------------------------------- | ----- |
| 1화  | 5월 24일 | 마음 내다 버리기            | 해남        | 전남 해남군            | 서현우, 선우정아, 주인영, 우정원 |       |
| 2화  | 5월 24일 | 꿈과 우울의 핸드 드립       | 군산        | 전북 군산시            | 한예리, 신현지                   |       |
| 3화  | 5월 24일 | 메타 멜로                   | 부산        | 부산광역시 서울특별시  | 구교환                           | [ 5 ] |
| 4화  | 5월 24일 | 돌아가는 길                 | 속초        | 강원 속초시 서울특별시 | 박인환, 변중희                   |       |
| 5화  | 5월 31일 | 스텝이 꼬여도 춤은 계속된다 | 대전        | 대전광역시             | 길해연                           |       |
| 6화  | 5월 31일 | 비오는 토요일               | 서울        | 서울특별시             | 조현철                           |       |
| 7화  | 5월 31일 | 빵의 섬                     | 제주        | 제주시 서귀포시        | 김민채, 강애심                   |       |
| 8화  | 5월 31일 | 맞물린 경주                 | 경주        | 경북 경주시            | 심은경                           |       |

총 에피소드 8부작, 러닝 타임은 총 202분으로 구성되어 있다.

## 참고 사항
- 첫 제목은 《어디든지 좋아요》였다.
- 매 화 25분 내외로 4부작씩 1주일에 걸쳐 공개된다.
- 2023년 Wavve의 첫 독점 오리지널 드라마다.
- 이종필 감독이 처음으로 연출한 드라마 작품이다.
- 6월 7일, 1부에서 4부까지 CGV에서 극장 상영을 했다.